# Immortali

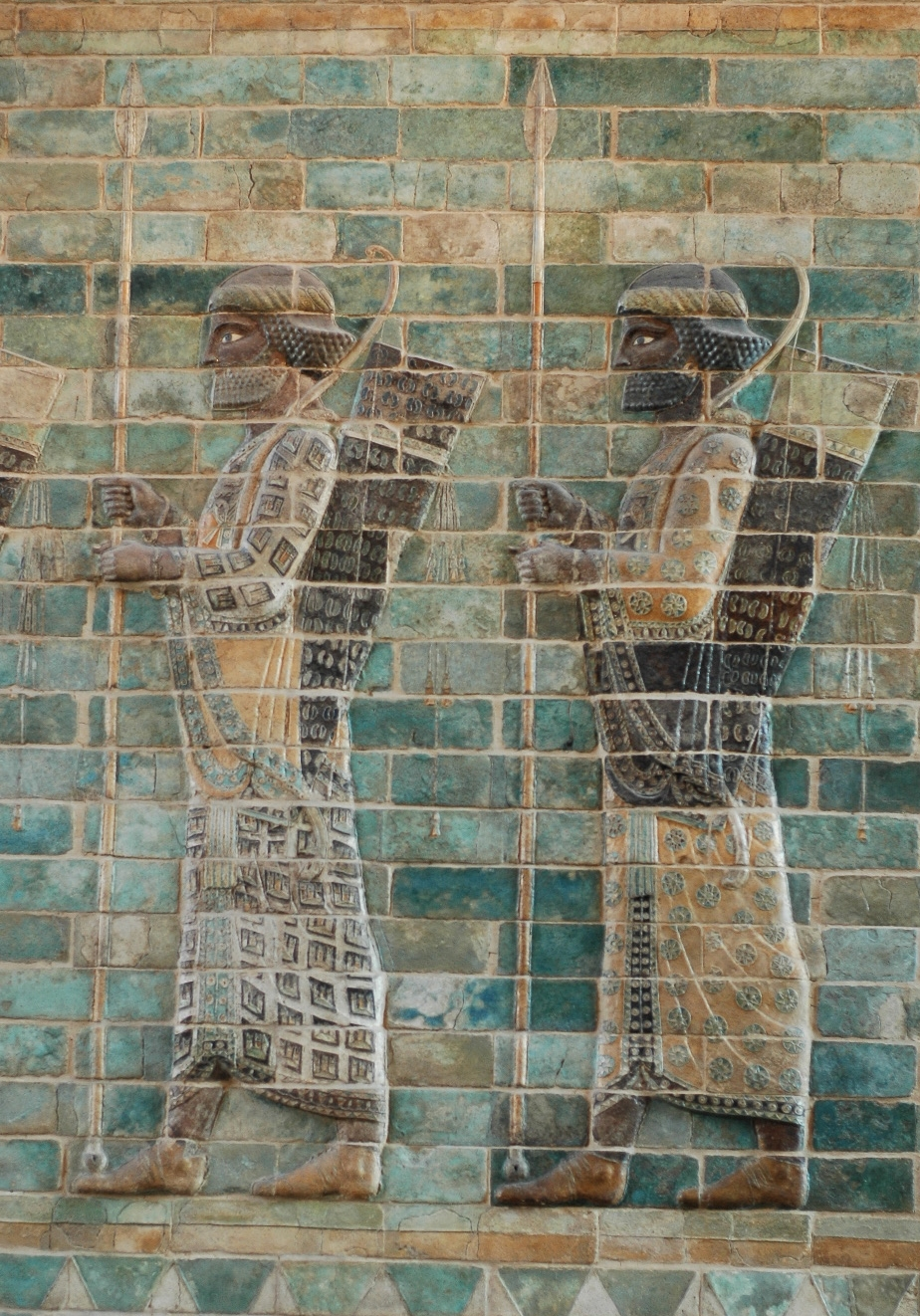
Due Immortali achemenidi.

Gli Immortali (in persiano جاویدان‎, Jāwīdān) erano l'unità d'élite della guardia imperiale del Grande Re persiano.

## Storia
Tale denominazione si può ricavare dalle Storie di Erodoto dove vengono citati come Athanatoi, che in greco significa proprio immortali. È probabile però che in lingua persiana i componenti di tale gruppo venissero chiamati Anusiya (𐎠𐎵𐎢𐏁𐎡𐎹 (a-nu-u-š-i-y /anušiya/)), cioè compagni. Altro nome usato da Erodoto è Diecimila (da non confondere con il corpo di spedizione mercenario dei Diecimila dell'Anabasi di Senofonte).
Erodoto afferma che gli Immortali erano un corpo di fanteria pesante guidato da Idarne e composto da 10.000 uomini, né uno in più né uno in meno: se qualcuno era ucciso, gravemente ferito o seriamente malato era subito rimpiazzato (secondo alcuni fu proprio per questo motivo che vennero chiamati "immortali"). L'unità si basava su un forte spirito di corpo e accettava solo componenti di origine meda o persiana.
Il loro armamento era composto da: scudo di pelle e di vimini, una lancia corta con la punta di ferro e un contrappeso all'estremità opposta a forma di melagrana, un arco e una faretra per le frecce, una daga o una spada corta.
L'equipaggiamento tipico del corpo consisteva in una tiara o un copricapo di feltro soffice, una tunica ricamata a maniche lunghe, pantaloni e una cotta di metallo. Le tattiche utilizzate dagli immortali sono ancora in parte sconosciute. Il corpo  era seguito da carri, cammelli e muli che trasportavano le loro donne e i servi. Gli Immortali ricevevano del cibo speciale.
Parteciparono alle battaglie di Maratona e delle Termopili ed erano tra le truppe persiane che occuparono la Grecia nella Seconda guerra persiana (479 a.C.) sotto il comando di Mardonio.
Alessandro il Grande li sconfisse nella battaglia di Isso (333 a.C.).

## Corpi militari omonimi
Altri corpi militari assunsero il titolo di "Immortali", a ricordo dell'antica guardia persiana: 
- Nell'anno 972 l'imperatore bizantino Giovanni I Zimisce (924-976) condusse una campagna militare contro i Bulgari e, marciando con l'esercito, si faceva precedere dalla falange detta appunto 'degli Immortali", come narra il coevo Leone Diacono nelle sue Storie (ἁπήρχετο τῆς ὀδοῡ, προπορενομένεν ἓχων τὲν τῶν λεγομένων ἀθανάτων φάλάγγα. VIII.4).
- Al tempo dell'imperatore bizantino Michele VII Ducas (1071-1081). Il suo generale Niceforo riorganizzò l'esercito ("Tagmata") dopo la sconfitta di battaglia di Manzicerta (Manzikert), inflitta ai Bizantini dai Selgiuchidi turchi nel 1071. I resti delle truppe provinciali dei temi orientali (province militari) furono organizzate in un nuovo reggimento di guardia imperiale composto da 10.000 uomini, anche se si trattava di cavalleria;
- l'esercito iraniano dell'ultimo Scià includeva una Guardia Javedan di volontari, conosciuta col nome di Immortali, che era di stanza a Teheran e che fu sciolta nel 1979 con la caduta del regime imperiale[2].